# San Lorenzo in Banale
San Lorenzo in Banale (deutsches veraltet: Sankt Lorenz) ist eine Fraktion der italienischen Gemeinde (comune) San Lorenzo Dorsino in der Provinz Trient, Region Trentino-Südtirol. 

## Geographie
Der Ort liegt etwa 16 Kilometer westlich der Provinzhauptstadt Trient an den südöstlichen Ausläufern der Brentagruppe. Im Nordosten liegt der Lago di Molveno. Die Gemeinde gehörte zur Talgemeinschaft Comunità delle Giudicarie. Die Nachbargemeinden waren Andalo, Calavino, Comano Terme, Dorsino, Molveno, Ragoli, Stenico und Vezzano. Zum ehemaligen Gemeindegebiet gehörten noch die Fraktionen Deggia, Moline und Nembia.

## Geschichte

Ehemaliges Gemeindewappen

Zum 1. Januar 2015 wurde San Lorenzo in Banale mit der Gemeinde Dorsino zur neuen Gemeinde San Lorenzo Dorsino fusioniert. In San Lorenzo in Banale liegt der Gemeindesitz der neuen Gemeinde.

## Verkehr
Durch den Ort führt die Strada Statale 421 dei Laghi di Molveno e Tenno vom Nonstal nach Riva del Garda.